# Acer tataricum
Acer tataricum é uma espécie de árvore do gênero Acer, pertencente à família Aceraceae.